# Servicio de Cooperación Técnica
El Servicio de Cooperación Técnica (más conocido por su acrónimo, Sercotec) es una corporación de derecho privado, dependiente del Ministerio de Economía, Fomento y Turismo. Está dedicado a apoyar a las micro y pequeñas empresas y a los emprendedores del país, para que se desarrollen y sean fuente de crecimiento para Chile y los chilenos. Atiende a pequeños empresarios y empresarias que enfrentan el desafío de actuar con éxito en los mercados, así como a los emprendedores y emprendedoras que buscan concretar sus proyectos de negocio.
Fue creado durante el gobierno del presidente Gabriel González Videla, el 30 de junio de 1952 mediante la firma de un acuerdo cooperativo de asistencia técnica al que concurrió la Corporación de Fomento de la Producción (Corfo), el Gobierno de Chile y el Instituto de Asuntos Interamericanos (IAI), en representación del gobierno de los Estados Unidos. El Sercotec está presente en todo Chile a través de 16 direcciones regionales y 8 oficinas provinciales. Participa además, en el consejo directo del INACAP, del cual contribuyó a su creación en 1966.

## Misión y visión
La misión del servicio es brindar apoyo a los emprendedores y empresas de menor tamaño a través de asesoría, capacitación y aportes económicos para que logren resultados sostenibles, con el propósito de contribuir con la reactivación económica del país.
Asimismo, la visión institucional es «ser reconocidos como una entidad transformadora de las empresas y los territorios, desencadenando un proceso de mejora de capacidades que responda a las realidades territoriales en todo el país. Para esto contribuiremos con un modelo de atención integral, apoyado con una red de centros y un conjunto de programas de desarrollo empresarial, reforzando nuestras capacidades técnicas y de acción con socios estratégicos».

## Funciones
La acción de la entidad se basa en la «necesidad de reducir las dificultades y desventajas que enfrentan las empresas de menor tamaño en relación a aquellas más grandes; por ejemplo, en el acceso a financiamiento». A los emprendedores y emprendedoras que tienen un proyecto de negocio ofrece apoyo para que puedan concretarlo, a través de Capital Semilla Emprende y Capital Abeja Emprende, de manera que renueven y diversifiquen el tejido empresarial.
Para que las empresas pequeñas puedan mejorar su gestión y ser más productivas, el servicio pone a su disposición instrumentos y servicios orientados a satisfacer algunas de sus principales necesidades:
- Para fortalecer su actividad: el fondo de desarrollo de negocios Crece, y servicios de apoyo a la promoción y canales de comercialización.
- Para enfrentar y solucionar los desafíos de su actividad: la asesoría y el acompañamiento del fondo de asesorías empresariales «Mejora Negocios»; un servicio gratuito de asesoría legal virtual y especialmente, los «Centros de Negocios Sercotec» que operan en todas las regiones del país.
- Para aprender y fortalecer capacidades: Formación Empresarial y el Portal de Capacitación, con cursos en línea gratuitos.
- Para aquellas empresas, emprendedores y organizaciones que enfrentan retos de manera colectiva: el fondo para negocios asociativos Juntos; el servicio de Redes de Oportunidades de Negocios; apoyo para el fortalecimiento de gremios representantes de micro y pequeñas empresas, tanto de nivel regional como nacional; apoyo a la Modernización de Ferias Libres y el Programa de Fortalecimiento de Barrios Comerciales.

## Gerentes generales
| Titular                    | Partido | Inicio                  | Final                   | Presidente                 |
| -------------------------- | ------- | ----------------------- | ----------------------- | -------------------------- |
| Jose Luis Uriarte          | UDI     | 2010                    | 2014                    | Sebastián Piñera Echenique |
| Bernardo Troncoso Narváez  |         | 2014                    | 2018                    | Michelle Bachelet Jeria    |
| Cristóbal Leturia Infante  | Ind.    | 3 de abril de 2018      | 27 de noviembre de 2019 | Sebastián Piñera Echenique |
| Carolina Undurraga Sattler | UDI     | 27 de noviembre de 2019 | 5 de mayo de 2020       | Sebastián Piñera Echenique |
| Bruno Trisotti Martínez    | UDI     | 10 de junio de 2020     | 2022                    | Sebastián Piñera Echenique |
| Cecilia Schröder Arriagada |         | 2022                    | 22 de febrero de 2024   | Gabriel Boric Font         |
| María José Becerra Moro    |         | 26 de febrero de 2024   | En el cargo             | Gabriel Boric Font         |